# Grande Prêmio da África do Sul de 1979
Resultados do Grande Prêmio da África do Sul de Fórmula 1 realizado em Kyalami em 3 de março de 1979. Terceira etapa do campeonato, foi vencido pelo canadense Gilles Villeneuve, que subiu ao pódio junto a Jody Scheckter numa dobradinha da Ferrari, com Jean-Pierre Jarier em terceiro pela Tyrrell-Ford.

## Resumo
Estreia do modelo Ferrari 312T4.

## Classificação da prova
| Pos. | Nº | Piloto                | Construtor         | Voltas | Tempo/Diferença | Grid | Pontos |
| ---- | -- | --------------------- | ------------------ | ------ | --------------- | ---- | ------ |
| 1    | 12 | Gilles Villeneuve     | Ferrari            | 78     | 1:41:49.96      | 3    | 9      |
| 2    | 11 | Jody Scheckter        | Ferrari            | 78     | + 3.42          | 2    | 6      |
| 3    | 4  | Jean-Pierre Jarier    | Tyrrell-Ford       | 78     | + 22.11         | 9    | 4      |
| 4    | 1  | Mario Andretti        | Lotus-Ford         | 78     | + 27.88         | 8    | 3      |
| 5    | 2  | Carlos Reutemann      | Lotus-Ford         | 78     | + 1:06.97       | 11   | 2      |
| 6    | 5  | Niki Lauda            | Brabham-Alfa Romeo | 77     | + 1 volta       | 4    | 1      |
| 7    | 6  | Nelson Piquet         | Brabham-Alfa Romeo | 77     | + 1 volta       | 12   |        |
| 8    | 20 | James Hunt            | Wolf-Ford          | 77     | + 1 volta       | 13   |        |
| 9    | 28 | Clay Regazzoni        | Williams-Ford      | 76     | + 2 voltas      | 22   |        |
| 10   | 8  | Patrick Tambay        | McLaren-Ford       | 75     | + 3 voltas      | 17   |        |
| 11   | 29 | Riccardo Patrese      | Arrows-Ford        | 75     | + 3 voltas      | 16   |        |
| 12   | 30 | Jochen Mass           | Arrows-Ford        | 74     | + 4 voltas      | 20   |        |
| 13   | 14 | Emerson Fittipaldi    | Fittipaldi-Ford    | 74     | + 4 voltas      | 18   |        |
| Ret  | 31 | Hector Rebaque        | Lotus-Ford         | 71     | Motor           | 23   |        |
| Ret  | 16 | René Arnoux           | Renault            | 67     | Pneus           | 10   |        |
| Ret  | 27 | Alan Jones            | Williams-Ford      | 63     | Suspensão       | 19   |        |
| Ret  | 7  | John Watson           | McLaren-Ford       | 61     | Ignição         | 14   |        |
| Ret  | 9  | Hans-Joachim Stuck    | ATS-Ford           | 57     | Acidente        | 24   |        |
| Ret  | 15 | Jean-Pierre Jabouille | Renault            | 47     | Motor           | 1    |        |
| Ret  | 26 | Jacques Laffite       | Ligier-Ford        | 45     | Acidente        | 6    |        |
| Ret  | 3  | Didier Pironi         | Tyrrell-Ford       | 25     | Regulador       | 7    |        |
| Ret  | 18 | Elio de Angelis       | Shadow-Ford        | 16     | Acidente        | 15   |        |
| Ret  | 25 | Patrick Depailler     | Ligier-Ford        | 4      | Acidente        | 5    |        |
| Ret  | 17 | Jan Lammers           | Shadow-Ford        | 2      | Acidente        | 21   |        |
| DNQ  | 22 | Derek Daly            | Ensign-Ford        |        |                 |      |        |
| DNQ  | 24 | Arturo Merzario       | Merzario-Ford      |        |                 |      |        |

## Tabela do campeonato após a corrida
| Pos. | Piloto            | Pontos |
| ---- | ----------------- | ------ |
| 1    | Jacques Laffite   | 18     |
| 2    | Carlos Reutemann  | 12     |
| 3    | Gilles Villeneuve | 11     |
| 4    | Patrick Depailler | 9      |
| 5    | Jody Scheckter    | 7      |

| Pos. | Construtor   | Pontos |
| ---- | ------------ | ------ |
| 1    | Ligier-Ford  | 27     |
| 2    | Ferrari      | 18     |
| 3    | Lotus-Ford   | 17     |
| 4    | Tyrrell-Ford | 7      |
| 5    | McLaren-Ford | 4      |

- Nota: Somente as primeiras cinco posições estão listadas. As quinze etapas de 1979 foram divididas em um bloco de sete e outro de oito corridas onde cada piloto podia computar quatro resultados válidos em cada, não havendo descartes no mundial de construtores.